# Karl Wenk
Karl Wenk, též Carl Wenk (4. srpna 1825 Protivanov – 22. června 1889 Moravský Krumlov), byl rakouský úředník a politik německé národnosti z Moravy; poslanec Moravského zemského sněmu.

## Biografie
Narodil se v Protivanově jako syn tamního lesmistra. Jeho otcem byl úředník Alois Wenk (1793–1848), který zastával funkci lesmistra, mj. v Boskovicích nebo v Moravském Krumlově. Karl se věnoval zemědělství a roku 1842 nastoupil do správního aparátu lichtenštejnského panství. Od roku 1876 zde zastával post zplnomocněného hospodářského rady. Dlouhodobě byl členem okresního silničního výboru v Moravském Krumlově a okresní školní rady tamtéž. Četné obce v regionu mu udělily čestné občanství. Měl značné znalosti v oboru agronomie. Podle nekrologu se značně zasloužil o zájmy Němců v Moravském Krumlově.
V 70. letech se zapojil i do vysoké politiky. V zemských volbách roku 1878 byl zvolen na Moravský zemský sněm, za kurii městskou, obvod Ivančice, Mor. Budějovice, Pohořelice. V roce 1878 se uvádí jako kandidát tzv. Ústavní strany, liberálně a centralisticky orientované. Podle jiného zdroje ovšem byl zvolen díky kompromisu s českými voliči, kterým slíbil, že bude na sněmu náležet k centristickým poslancům a bude hájit spravedlivé snahy české. Uváděl se jako konzervativní zástupce německé strany. Jiný zdroj ho řadí mezi německé liberální politiky. Balancování mezi oběma etniky ovšem nebylo jednoduché a Wenk před zemskými volbami roku 1884 oznámil, že již nebude kandidovat. Ve sněmu pak po volbách usedl český kandidát Antonín Dvořák.
Zemřel v červnu 1889 po dlouhé nemoci ve věku 65 let.